# 崔美善 (射箭运动员)
崔美善（韓語：최미선，1996年7月1日—）是韩国女子射箭运动员，於2016年奧林匹克運動會奪得女子团体金牌。在2017年夏季世界大學運動會打破由奇甫倍保持之世界女子反曲弓奥运局纪录，成绩为687环。曾就读于光州女子大学。